# Sophia Myles
Pour les articles homonymes, voir Myles.
Sophia Jayne Myles, née le 18 mars 1980 à Londres, est une actrice britannique, connue entre autres pour avoir incarné Erika dans Underworld, Beth Turner dans la série télévisée Moonlight.
Parmi ses autres films notables, on peut citer notamment My Name Is Hallam Foe.

## Biographie

### Enfance, formation et débuts
Sophia Myles est née à Londres d'une mère éditrice et d'un père vicaire anglican et est d'origine russe par sa grand-mère maternelle. Elle a grandi à Notting Hill puis à Isleworth. Elle a commencé le théâtre en jouant dans une pièce de son école. Elle fut acceptée à Cambridge pour étudier la philosophie, mais auditionnée par Julian Fellowes, elle choisit la carrière d'actrice.

### Carrière
Sa carrière comporte notamment en 2001 un petit rôle comme femme de Johnny Depp dans le film From Hell. Elle apparaît également dans le film Underworld et sa suite Underworld 2 : Évolution, dans lequel elle incarne Erika, une vampire servante éprise du chef du clan.
En 2004, elle joue Lady Penelope dans le film Thunderbirds, puis Yseult dans le film Tristan et Yseult.
Cette même année, elle prend le rôle de Madame de Pompadour dans l'épisode La Cheminée des temps de la série Doctor Who, de Lucy Westenra dans une adaptation de Dracula pour la BBC et joue dans le film Art School Confidential. En 2007, elle joue l'un des rôles principaux de la série télévisée Moonlight, qui est arrêté au bout d'une saison.
La même année, elle joue Kate, une gestionnaire d'un hôtel dans le film My Name Is Hallam Foe. Sa prestation lui vaut une nomination aux British Independent Film Awards. Elle vit à Londres dans le quartier de Green Park.

### Vie privée
Sophia Myles a eu une relation avec Charles Dance qu'elle rencontra sur un plateau puis avec Damian Lewis. De 2005 à 2007, elle a été en couple avec David Tennant, également acteur. Elle est maintenant en couple avec Paul Wilson, le bassiste du groupe Snow Patrol.

## Filmographie

### Cinéma
- 1999 : Mansfield Park de Patricia Rozema : Susan Price
- 1999 : Hôtel Paradiso, une maison sérieuse (Guest House Paradiso) d'Adrian Edmondson : Saucy Wood Nymph
- 2001 : From Hell des frères Hughes : Victoria Abberline
- 2002 : The Abduction Club de Stefan Schwartz : Anne Kennedy
- 2003 : Out of Bounds de Merlin Ward : Louise Thompson
- 2003 : Underworld de Len Wiseman : Erika
- 2004 : Thunderbirds - Les Sentinelles de l'air (Thunderbirds) de Jonathan Frakes : Lady Penelope
- 2006 : Art School Confidential de Terry Zwigoff : Audrey
- 2006 : Underworld 2 : Évolution de Len Wiseman : Erika → Apparaît uniquement dans les scènes de flash-back
- 2006 : Tristan et Yseult de Kevin Reynolds : Yseult
- 2008 : Outlander, le dernier Viking (Outlander) d'Howard McCain : Freya
- 2008 : My Name Is Hallam Foe de David Mackenzie : Kate Breck
- 2009 : Buddha's Little Finger de Tony Pemberton : Anna
- 2012 : A Sunny Morning (court-métrage) de Jacob Proctor : Grace
- 2013 : Blackwood d'Adam Wimpenny : Rachel Marshall
- 2013 : Gallows Hill de Victor Garcia : Lauren
- 2014 : Transformers : L'Âge de l'extinction (Transformers Age Of Extinction) de Michael Bay : Darcy Tirrel

### Télévision

#### Téléfilms
- 2001 : The Life and Adventures of Nicholas Nickleby de Stephen Whittaker : Kate Nickleby
- 2005 : Colditz : La Guerre des évadés (Colditz) de Stuart Orme : Lizzie Carter
- 2006 : Opération Hadès (Covert One: The Hades Factor) de Mick Jackson : Sophie Amdsen
- 2006 : Dracula de Bill Eagles : Lucy Westenra

#### Séries télévisées
- 1996 : The Prince and the Pauper : Lady Jane Grey (4 épisodes)
- 1998 : Big Women : Saffron (Part 3)
- 1999 : Oliver Twist : Agnes Fleming (2 épisodes)
- 2001 : Heartbeat : Heather Conway (1 épisode)
- 2002 : Foyle's War : Susan Gascoigne (1 épisode)
- 2003 : Coming Up : Nina (1 épisode)
- 2006 : Miss Marple : Gwenda Halliday (saison 1 épisode 2 : La dernière Énigme)
- 2006 : Doctor Who -  La Cheminée des temps : Madame de Pompadour
- 2006 : Extras : Défense Lawyer (1 épisode)
- 2007 : Moonlight : Beth Turner (16 épisodes)
- 2010 : MI-5 (Spooks) : Beth Bailey (saison 9)
- 2014 : Our Zoo : Lady Katherine Longmore (6 épisodes)
- 2014 : Crossing Lines :  Dr. Anna Clarke (2 épisodes)
- 2018 - 2022 : A Discovery of Witches : Rebecca Bishop
- 2020 : Doctor Who : Pompadour : Madame de Pompadour (mini-épisode)
- 2021 : A Very British Scandal : Louise "Oui-Oui" Campbell, Duchesse d'Argyll

## Voix françaises

### En France
| - Barbara Villesange dans The Abduction Club (2002) - Rafaèle Moutier dans Underworld (2003) - Barbara Tissier dans Thunderbirds : Les Sentinelles de l'air (2004) - Maïa Baran dans Tristan et Yseult (2006) - Dorothée Jemma dans Miss Marple (La Dernière Énigme) (2006) | - Véronique Desmadryl dans Moonlight (2007-2008) - Céline Mauge dans Outlander : Le Dernier Viking (2008) - Charlotte Marin dans MI-5 (2010) - Armelle Gallaud dans Transformers : L'Âge de l'extinction (2014) - Stéphanie Lafforgue dans Crossing Lines (2014) |

### Au Québec
Note : La liste indique les titres québécois.
- Geneviève Angers dans Lettres de Mansfield Park[3]
- Nathalie Coupal dans Les Sentinelles de l'air[3]
- Éveline Gélinas dans Tristan et Yseult[3]